# بخش پری (شهرستان لیک، اوهایو)
بخش پری (به انگلیسی: Perry Township) یک منطقهٔ مسکونی در ایالات متحده آمریکا است که در شهرستان لیک، اوهایو واقع شده‌است.
 بخش پری ۳۹۳٫۱ کیلومتر مربع مساحت و ۸٬۹۹۹ نفر جمعیت دارد و ۲۱۲ متر بالاتر از سطح دریا واقع شده‌است.